# Otakar Feistmantel
Otakar Feistmantel  (teljes nevén Otakar Eduard Franz Karel Feistmantel; (1848. november 20. – Prága, 1891. február 10.) cseh geológus és paleontológus.

## Életpályája
Gimnáziumi tanulmányai után orvostant tanult a Károly Egyetemen, hol 1872-ben végzett is. Időközben a prágai múzeumban dolgozott öt éven át, mint az őslénytani osztály asszisztense. Három éven keresztül részt vett a földtani kutatásokban, és már 1872-ben tíz értekezést tett közzé, majd a bécsi geológiai intézetben dolgozott ; 1873-ban a boroszlói egyetemre ment az ásványtani tanszék asszisztensének, ahol feladata volt a Goeppert-féle fosszil növénygyűjteményt rendezni. Nemsokára Calcuttában dolgozott a Geological Survey of India-nál mint palaeontológus. A Palaeontologia Indica négy kötete tanúskodik szorgalmas tevékenységéről ; ama munka 200 fólió táblán adja az indiai kövült növényeket, amelyeknek több mint felét Feistmantel sajátkezűleg rajzolta. Visszatérése után az ásvány- és földtan tanára lett a prágai cseh műegyetemen, ahol a rektori tisztséget is ellátta.